# Гогенштауфены
Гогеншта́уфены или Шта́уфены (нем. Hohenstaufen или Staufer) — швабский владетельный род, династия южногерманских королей в эпоху средневековья и императоров Священной Римской империи (1138—1254), угасшая в мужском поколении в 1268 году, со смертью Конрадина, обезглавленного в Неаполе.
Родовой замок Гогенштауфенов, в Германских землях — Вайблинген (Waiblingen). Первый их достоверно известный предок — Фридрих Бюренский, живший около середины XI века. Его сын, Фридрих I, построил замок на горе Штауфен, или Гогенштауфен. Он получил от Генриха IV в 1079 году герцогство Швабское и руку его единственной дочери Агнесы. Претендентами на это герцогство явились Бертольд, сын Рудольфа Швабского (противника Генриха IV), и Бертольд Церингенский; после продолжительных войн, с переменным успехом, в Майнце был заключён мир (1097 год), по которому Фридрих признан был герцогом Швабским. Гогенштауфены твёрдо стояли за широкие права императорской власти, и вели антиклерикальную политику, во главе гибеллинов боролись с римскими папами и вельфами.

## История рода

### Начало и возвышение дома
После смерти Фридриха в 1105 году Генрих V, чтобы обеспечить за собой преданность Гогенштауфенов, утвердил герцогство Швабское за старшим из его сыновей, Фридрихом II Одноглазым, а младшему, Конраду, пожаловал герцогство Франконское. По смерти Генриха V, последнего франконского императора, фамильные имущества его унаследовали Гогенштауфены. Фридрих по своему могуществу и личным достоинствам больше всех мог, по-видимому, рассчитывать на немецкую корону, тем более, что и общественное мнение было за него. Но опасения перед его силой и ненависть некоторых князей, особенно же интриги архиепископа Майнцского Адальберта, вождя папской партии, содействовали избранию врага Фридриха — Лотаря Саксонского. Притязания Лотаря на перешедшие к Гогенштауфенам по наследству владения Генриха V послужили поводом к ожесточенной войне, во время которой Конрад объявил себя королём (1127 год) и венчался в Милане итальянской короной. Однако в Италии он не мог долго держаться против гвельфов и Папы, а в Германских землях с каждым днем росли силы его противников; поэтому братья Гогенштауфены были вынуждены испросить у императора прощение (1135) и сопровождали его в походе в Италию. По смерти Лотаря Конрад в 1138 году был избран королём под именем Конрада III.

### Борьба за власть

Владения Штауфенов и Вельфов в Германии, 1176 год

С возвышением дома Гогенштауфенов ещё сильнее разгорелась старая вражда Вельфов против Гогенштауфенов, не прекращавшаяся и при преемнике Конрада, его племяннике (сыне Фридриха Одноглазого) Фридрихе I Барбароссе.
При сыне и наследнике Фридриха Генрихе VI Гогенштауфены достигли вершины своего могущества, и хотя Генриху не удалось провести закон о наследственной передаче короны в роде Гогенштауфенов, все же его двухлетний сын Фридрих был провозглашен его преемником (1196 год).
Ранняя смерть Генриха (1197 год) развязала руки врагам дома Гогенштауфенов, и они под руководством Папы соединились для его унижения. Из братьев Генриха двое умерли раньше его (Фридрих VI Швабский — в 1191 году, Конрад Франконский — в 1196 году), а Оттон, пфальцграф Бургундский, держался вдали от интересов своего дома. Младший брат Генриха, Филипп Швабский, ввиду невозможности удержать корону за малолетним племянником сам по предложению большинства князей принял королевское достоинство (1198 год).
После продолжительной борьбы против соперника своего Оттона IV Брауншвейгского, которого королём признал папа, Филипп пал от руки убийцы (1208). Смерть Филиппа обеспечила за Оттоном на несколько лет единовластие; но когда он вздумал настойчиво заявлять свои права на авторитет в Италии, то папа Иннокентий III стал выдвигать молодого Фридриха, уже признанного королём Сицилии, отлучил Оттона от церкви и возбудил против него огромную партию в самой Германии, так что Фридрих и там был провозглашен королём. В начале его царствования все способствовало, по-видимому, дальнейшему возвеличению Гогенштауфенов.

### Упадок и угасание рода

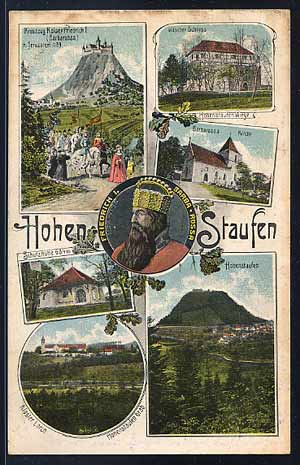
Почтовая открытка 1905 года выпуска, на которой изображена гора и крепость Гогенштауфен и короли из этого рода

Владения угасшего Церингенского рода перешли в руки Фридриха II. Наследственные швабские земли он также вернул себе и почти без всякого труда добился для своего сына Генриха избрания его наследником германской короны, а для себя — императорской короны в Риме. Но папа Григорий IX возобновил борьбу против возрастающего могущества императора. Иннокентий IV продолжал дело своего предшественника. Пока Фридрих II был жив, значение дома Гогенштауфенов ещё держалось; но после его смерти оно стало быстро клониться к упадку.
Сын Фридриха Конрад IV (умер в 1254 году) встречал одинаково сильное противодействие и в Германии, и в Италии. Незаконный сын Фридриха Манфред, а затем и единственный сын Конрада, обыкновенно называемый Конрадином, погибли в борьбе с Карлом Анжуйским (1266 и 1268 года). Из других потомков Гогенштауфенов сын Фридриха II, Энцио или Генрих, король сардинский, в 1272 году умер в Болонье в заключении; сыновья Манфреда умерли спустя много лет, тоже в тюрьме. Дочь Манфреда, Констанция Штауфен, была в супружестве с королём Арагона Педро III Великим из Барселонской династии, который в 1282 году завоевал Сицилию и отомстил за смерть Конрадина. Остатки владений семьи Гогенштауфенов были заложены ещё Конрадином; герцогское достоинство в Швабии и Франконии угасло, и только титул франконского герцога перешёл к вюрцбургскому епископу.

## Представители
- Фридрих I (до 1050 — 1105), сын Фридриха фон Бюрена, герцог Франконии, Швабии и Эльзаса (1079—1105)
  - Фридрих II (1090—1147), сын Фридриха I, герцог Швабии и Эльзаса (1105—1147)
    - Фридрих I Барбаросса (1122—1190), сын Фридриха II, герцог Швабии и Эльзаса (1147—1152), Римский король (1152—1155), герцог Франконии (1152—1168), Римский император, король Германии и Италии (1155—1190), герцог Сполето, маркиз Тосканы (1174—1190)
      - Фридрих V (1164—1169), сын Фридриха I, герцог Швабии и Эльзаса (1167—1169)
      - Генрих VI (1165—1197), сын Фридриха I, Римский король (1168—1191), король Италии (1186—1197), герцог Сполето, маркиз Тосканы (1190—1197), Римский император, король Германии (1191—1197), король Сицилии (1194—1197)
        -  Фридрих II (1194—1250), сын Генриха VI, Римский король (1196—1220), король Сицилии (1197—1250), герцог Сполето, маркиз Тосканы (1197—1210, 1218—1250), герцог Франконии, Швабии и Эльзаса (1212—1216), Римский император, король Германии и Италии (1220—1250), король Иерусалима (1225—1228)
          - Генрих (VII) (1211—1242), сын Фридриха II, король Сицилии (1212—1242), герцог Франконии, Швабии и Эльзаса (1216—1235), Римский король (1220—1235)
          - Конрад IV (1228—1254), сын Фридриха II, король Иерусалима (1228—1243), герцог Франконии, Швабии и Эльзаса (1235—1254), Римский король (1237—1254), король Сицилии (1250—1254)
            -  Конрад V (Конрадин) (1252—1268), сын Конрада IV, Римский король, король Иерусалима, герцог Франконии, Швабии и Эльзаса (1254—1268)

          - (незак.) Энцо (ок. 1215 — 1272), сын Фридриха II, король Сардинии (1238—1249)
          -  (незак.) Манфред (1232—1266), сын Фридриха II, принц Таранто (1250—1258), король Сицилии (1258—1266), герцог Сполето, маркиз Тосканы (1260—1266)

      - Фридрих VI (также называется Фридрихом V, настоящее имя Конрад; 1167—1191), сын Фридриха I, герцог Швабии и Эльзаса (1169—1191)
      - Оттон I (1171—1200), сын Фридриха I, пфальцграф Бургундии 1184—1200
      - Конрад II (1172—1196), сын Фридриха I, герцог Франконии (1167—1196), герцог Швабии и Эльзаса (1191—1196)
      -  Филипп (1177—1208), сын Фридриха I, князь-епископ Вюрцбурга 1190—1191, герцог Тосканы 1195—1208, герцог Франконии, Швабии и Эльзаса 1196—1208, Римский король 1198—1208, пфальцграф Бургундии 1200—1208

    -  Конрад (ок. 1135 — 1197), сын Фридриха II, пфальцграф на Рейне (1156—1195)

  -  Конрад III (1093—1152), сын Фридриха I, герцог Франконии (1105—1138), Римский король (1127—1132, 1138—1152)
    - Генрих Беренгар (ок. 1137 — 1150), сын Конрада III, герцог Франконии (1138—1150), Римский король (1147—1150)
    -  Фридрих IV (ок. 1144/1145 — 1167), сын Конрада III, герцог Франконии (1150—1152), герцог Швабии и Эльзаса (1152—1167)